# Lísková (Svatava)
Lísková (německy Haselbach) je zaniklá vesnice, část obce Svatava v okrese Sokolov. Nacházela se v nadmořské výšce 420–430 m na návrší při levém břehu řeky Ohře. Vesnicí protékal potok Haselbach, který nejspíš dal vesnici její název.
Není zde evidována žádná adresa. V roce 2011 zde nikdo nežil.
Území zaniklé Lískové leží v katastrálním území Čistá u Svatavy o výměře 6,87 km².

## Historie
První písemná zmínka je z roku 1454, kde se hovoří o osadě Haselpach. Vesnice Lísková vznikala jako několik německých kolonizačních dvorců a chalup. Patřila k sokolovskému panství Šliků a je zapsána ve šlikovském urbáři z roku 1525, tehdy již s deseti zemědělskými usedlostmi. Po porážce na Bílé hoře utekl majitel sokolovskému panství Jan Albín Šlik z Čech. Po pobělohorských konfiskacích získal sokolovské panství, k němuž Lísková patřila, rod Nosticů.
Severním okrajem vesnice procházela stará poštovní silnice z Německa do Čech. Z Lískové vedla do Svatavy, kde stávala významná poštovní stanice.
Český název dostala vesnice v roce 1947.
Již v roce 1946 se musely z Lískové vystěhovat některé rodiny, neboť jejich poddolované domy hrozily zřícením. Téměř celá vesnice byla do roku 1950 vystěhována, poslední dům byl stržen roku 1956.
V letech 1850–1877 byla Lísková osadou Svatavy, roku 1877 se stala samostatnou obcí.
V roce 1952, již vylidněná, se stala osadou obce Svatava a poté zanikla.

### Hornictví
Již roku 1590 se saský kronikář Peter Albinus zmiňuje o podzemním požáru uhlí na kopci Hannemann mezi Lískovou a Citicemi, kde se později uhlí dobývalo. V sokolovské Horní knize je zápis z 25. září 1760, jímž je povoleno K. J. Klugovi dobývat uhlí na třech místech. Vedle nalezišť u Královského Poříčí a u Tisové se hovoří o lokalitě u Lískové, tedy kopci Hannemannu. Topograf Jaroslav Schaller se v roce 1847 zmiňuje o odkrytí bohatých ložisek uhlí na vrchu Hannemann. Rozvoj vesnice nastal v 19. století v souvislosti s dobýváním hnědého uhlí. Při silnici do Svatavy vznikla místní část Hammel, směrem k vesnici Citice hornická kolonie pro horníky z dolu Fischer. V roce 1871 byla vybudována těžní jáma Felicián. Tento důl patřil za první republiky k nejdůležitějším v sokolovském revíru a pracovalo v něm téměř 500 horníků. K Lískové patřilo i sokolovské seřaďovací nádraží mezi stanicemi Sokolov a Citice. Nejvýznamnějším dolem v Lískové byl hlubinný důl Anežka s dvěma zdaleka viditelnými těžními věžemi na Lískovském kopci.
Zrušením kdysi samostatné obce a vystěhováním lidí z jejího území se uvolnil prostor dalšímu postupu povrchové hnědouhelné těžby, konkrétně lomu Medard. Dolová činnost zcela změnila původní krajinu. Těžební činnost v lomu Medard byla ukončena 31. března 2000. Již v průběhu těžby se prováděla rekultivace svahů a následovalo napouštění zbytkové jámy. Plánované výšky hladiny jezera Medard bylo dosaženo v roce 2016.

## Obyvatelstvo
Při sčítání lidu v roce 1921 zde žilo 872 obyvatel, z nichž bylo 117 Čechoslováků, 743 Němců a 12 cizinců. K římskokatolické církvi se hlásilo 837 obyvatel, k evangelické 24 obyvatel, osm k církvi československé, jeden k církvi izraelitské a dva byli bez vyznání.
Na počátku 20. století již pracovala většina obyvatel v okolních uhelných dolech.
Po druhé světové válce došlo k odsunu německého obyvatelstva. Zůstat mohli pouze odborníci, nepostradatelní pro chod dolů. První odsun pětadvaceti německých obyvatel byl proveden 1. července 1946, celkem bylo odsunuto sto původních obyvatel.
| Rok            | 1869 | 1880 | 1890 | 1900 | 1910 | 1921 | 1930 | 1950 | 1961 |
| -------------- | ---- | ---- | ---- | ---- | ---- | ---- | ---- | ---- | ---- |
| Počet obyvatel | 266  | 320  | 577  | 826  | 760  | 872  | 933  | 322  | –    |
| Počet domů     | 37   | 42   | 48   | 52   | 51   | 63   | 75   | 44   | –    |